# 竹中良則
竹中 良則（たけなか よしのり、1944年（昭和19年）7月1日 - ）は、日本の政治家。元愛知県刈谷市長（3期）。

## 来歴
愛知県刈谷市熊野町出身。刈谷市立亀城小学校、刈谷市立刈谷東中学校、愛知県立刈谷高等学校卒業。1967年（昭和42年）3月、関西大学商学部商学科卒業。同年4月、刈谷市役所に入所。企画部長などを務めたのち、2004年（平成16年）6月30日、退職。7月1日、刈谷市収入役に就任。
2007年（平成19年）3月31日、収入役を退任。同年7月1日に行われた刈谷市長選挙に立候補し初当選。7月20日、市長就任。
2011年（平成23年）7月の市長選で2選。2014年（平成26年）12月4日、市議会12月定例会の一般質問で、3選を目指して翌年の市長選に立候補する意向を明らかにした。2015年（平成27年）、無投票で3選。
2019年（平成31年）2月27日、次期市長選には出馬せず引退する意向を表明した。
2024年（令和6年）11月の秋の叙勲において、旭日小綬章を受章した。